# Tubercule pharyngien
Le tubercule pharyngien est un relief osseux situé sur la face externe de la partie basilaire de l'os occipital à environ 1 cm en avant du foramen magnum.
C'est le point d'attache du muscle constricteur supérieur du pharynx par l’intermédiaire du raphé pharyngien.